# Turridrupa gatchensis
Turridrupa gatchensis é uma espécie de gastrópode do gênero Turridrupa, pertencente a família Turridae.